# Paprikás csirke
Paprikás csirke, paprykarz z kurczaka – węgierskie danie przygotowywane z kurczaka, cebuli, papryki, pomidorów, śmietany i mąki. Jako przypraw używa się mielonej papryki, soli, pieprzu i czosnku. Nie należy go mylić z gulaszem z kurczaka (csirkepörkölt), który jest przygotowywany bez śmietany. Jest jednym z najpopularniejszych węgierskich dań, zawierającym wszystkie produkty charakterystyczne dla węgierskiej kuchni. 
Danie to jest obecne w kuchni węgierskiej od około 200 lat. Wśród węgierskich potraw narodowych najczęściej wymieniane są: gulasz, zupa rybna halászlé, gołąbki, paprikás csirke, paprikás krumpli, wyroby ze świniobicia, zupa fasolowa i túrós csusza. 